# Pařezov
Pařezov (německy Parisau) je obec v okrese Domažlice v Plzeňském kraji. Leží sedm kilometrů severozápadně od Domažlic. Žije v ní 217 obyvatel.

## Historie
První písemná zmínka o obci pochází z roku 1537.
Obec Pařezov vznikl 24. listopadu 1990 sloučením dvou částí, jimiž jsou Nový Pařezov a Starý Pařezov.

## Obyvatelstvo
| Rok            | 1991 | 2001 | 2011 | 2021 |
| -------------- | ---- | ---- | ---- | ---- |
| Počet obyvatel | 95   | 111  | 144  | 211  |
| Počet domů     | 35   | 48   | 62   | 77   |

## Obecní správa

### Části obce
- Nový Pařezov
- Starý Pařezov

### Obecní symboly
Znak a vlajka byly obci uděleny rozhodnutím předsedy Poslanecké sněmovny Parlamentu České republiky dne 21. dubna 2020.

## Další fotografie

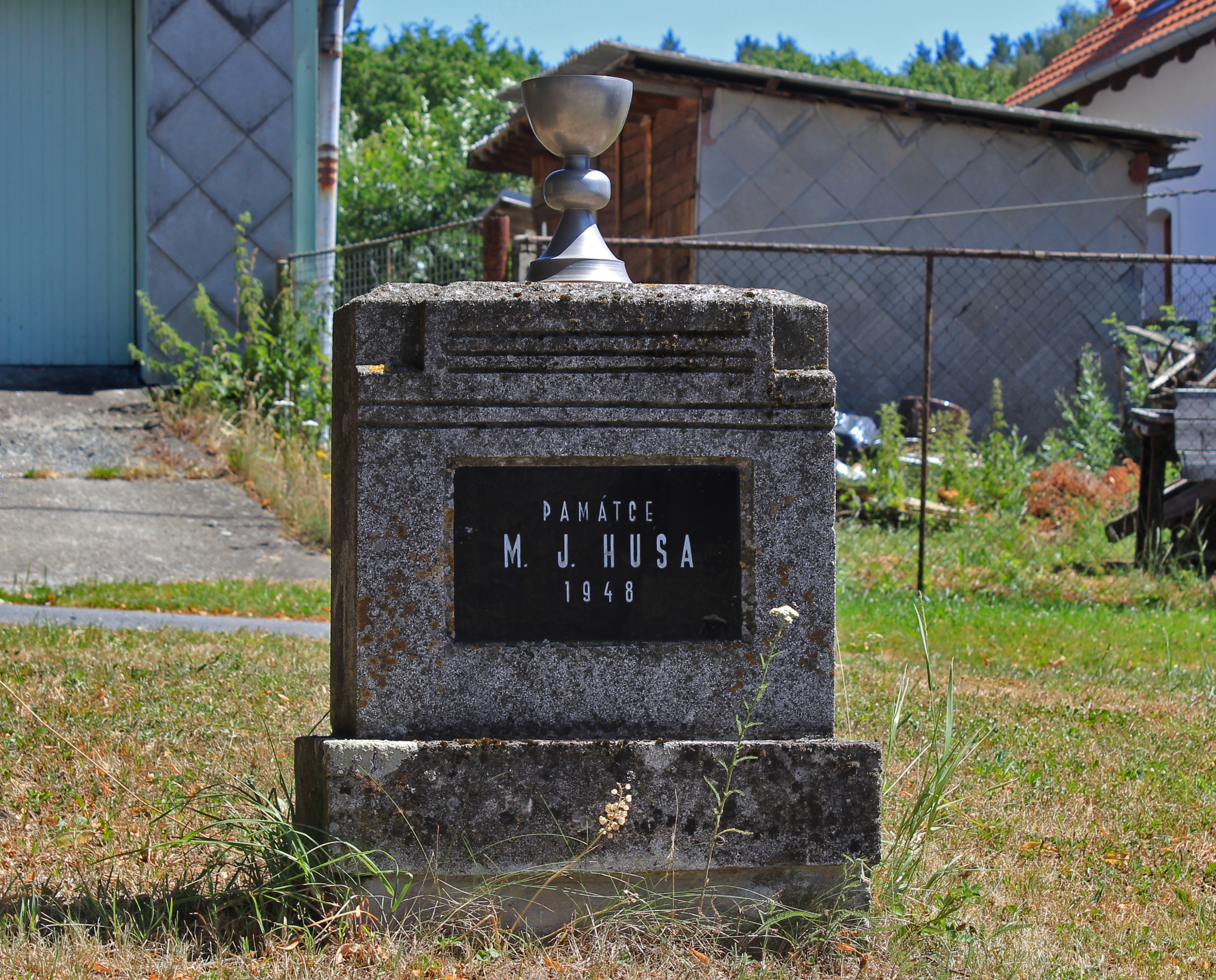
Památník u hlavní silnice
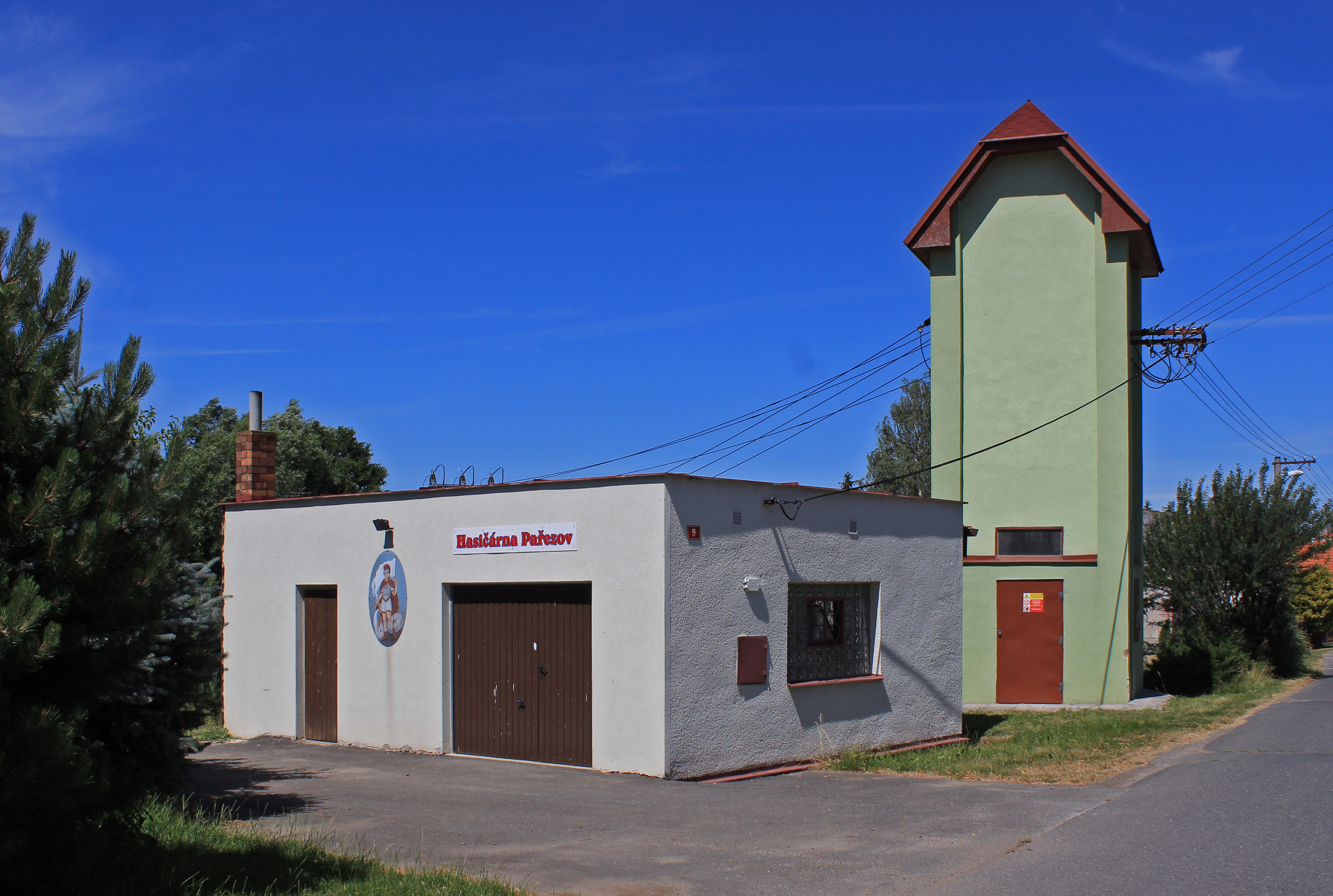
Žádná požární zbrojnice, prostě hasičárna
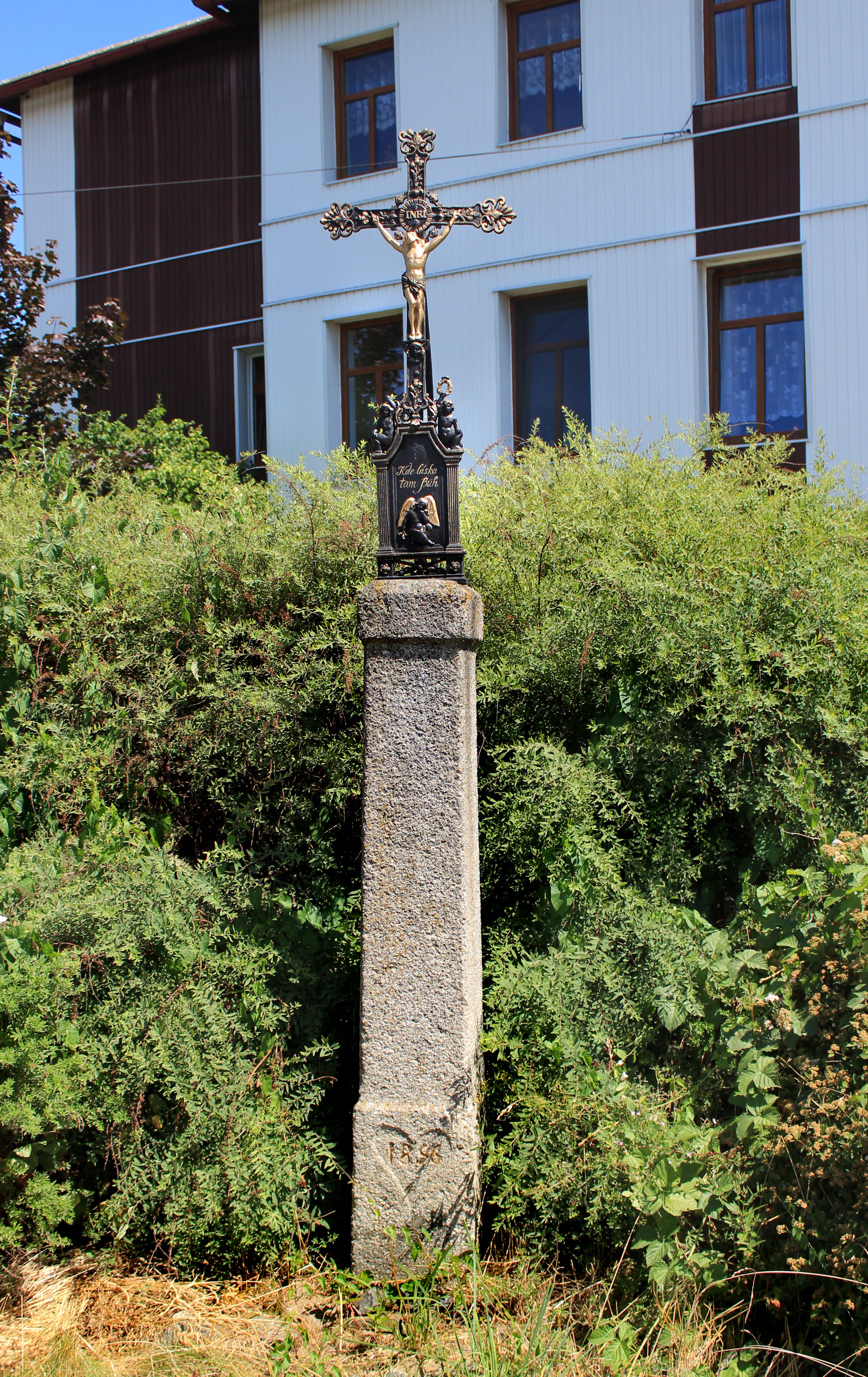
Křížek u obecního úřadu